# حلمي عبد الباقي
حلمي عبد الباقي (مواليد 13 سبتمبر 1956) هو مغني وممثل مصري.، ووكيل ورئيس نقابة المهن الموسيقية المصرية منذ 2023.

## حياته
حلمي محمد علي عبد الباقي، هو مطرب وممثل مصري، ولد في الزقازيق بمحافظة الشرقية في 13 سبتمبر سنة 1956، حصل على بكالوريوس التجارة في كلية التجارة جامعة الزقازيق، برع على خشبة مسرح الجامعة حيث حصل على لقب مطرب الجامعة بالمركز الأول ثلاث مرات طول فترة دراسته، بعد تخرجه اتجه للعمل في صالات وقاعات الغناء والملاهي الليلة وحفلات الزفاف بالإسكندرية، ثم سافر إلى القاهرة ليعمل بالملاهي بشارع الهرم والذي بدأ منه انطلاقه إلى مشواره الفني، كان أول ألبوماته (الغربة) سنة 1985، وفي نفس السنة ألبوم (اضحكي) و(عيني عليكي) ولكن لم يحقق النجاح الملحوظ، اتجه للتثميل بدور البطولة في فيلم لعنة المال سنة 1987، بدأت الانطلاقة الحقيقية إلى عالم الشهرة بعد أغنية يا (خطافة) سنة 1989 التي كانت سبباً في شهرته وفي نفس العام ألبوم (عجبتيني)، متزوج وله بنتان ويرفض أن يلتحقوا بالفن وهذا ما قاله دائماً في عدة لقاءات، حقق العديد من النجاحات المتميزة للغاية منذ بداية مسيرته الفنية في الثمانينيات. وشارك بالتمثيل في أعمال عدة منها زمن الجدعان وإمبراطورية الجيارة وسفينة الحب والعذاب، إلا أنه فضل الغناء عن التمثيل، اتخذ قرارًا باعتزال العمل في الملاهي الليلية والغناء سنة 2007 بعد أن خسر كل أمواله في البورصة، إلى أن رجع عن قرار الاعتزال سنة 2016، هو رئيس ووكيل نقابة المهن الموسيقية حالياً، بعد الانتخابات التي أجريت داخل النقابة في 1 أغسطس سنة 2023 وتنافس فيها أكثر من إثنين وثلاثين مرشحاً.

## سيرته الفنية
يعد حلمي من أبرز الفنانين في مصر والعالم العربي، استطاع تقديم العديد من الأعمال الغنائية الناجحة بشكل مميز، حيث كان ينتج العديد من الأغنيات الخاصة بها ويعيد إنتاجها مرة ثانية، حتى تظهر بالشكل الفني المثالي، كما أشار بأنه يفعل هذا حتى يظهر العمل الفني على أكمل وجه على حد قوله، بالإضافة إلى مشاركته في العديد من الأعمال السينمائية الواسعة التي لم تخلوا من أغنية داخل الفيلم بصوته وتأليف هو، تفاعل الجمهور مع أغانيه وحققت نجاحا كبيراً، وقد لاقت هذه الأغاني آلاف المشاهدات.

## أعماله

### أفلام
- 1987: لعنة المال
- 1991: زمن الجدعان
- 1992: الراقصة والشيطان
- 1993: سفينة الحب والعذاب
- 1994: إمبراطورية الجيارة

### مسلسلات
- 1995: فوازير

### مسرحيات
- 1996: جنون البشر.
- 1996: الدنيا لعبة
- 1995 حظ نواعم

## ألبوماته
حقق حلمي شهرة كبيرة ونجاح في جميع أنحاء الوطن العربي ومصر من خلال الألبومات الغنائية، وقد لاقت هذه الأغاني آلاف المشاهدات، ومن أهم الألبومات:

### عشان خاطري
أنشأ هذا الألبوم الغنائي سنة 2001، ويضم عشرة أغاني موسيقية وهي:
- عشان خاطري.
- الله في سماه.
- انا بدعي.
- ارد اعتبارك.
- اليوم ده.
- مكنش حب.
- مش هوافق.
- قول للحب.
- يا دلالي عليه.
- يا جرح قلبي.

### مع السلامة
أنشأ هذا الألبوم الغنائي سنة 1998، ويضم تسعة أغاني موسيقية وهي:
- ارفض.
- أول عيون.
- إلى أول حب.
- مع السلامة.
- مكتوب.
- مش كلمة مني.
- روحي فيك.
- ولا مرة.
- زي الأيام دي.

### زكريات
أنشأ هذا الألبوم الغنائي سنة 1999، ويضم ثمانية أغاني موسيقية وهي:
- آه يا عيني.
- قلبي وعيوني.
- حتى حبيبي.
- لا الشوق ولا الأيام.
- من قلبك.
- وحشتني أيامنا.
- يعني خلاص.
- زكريات.

### أغاني منفردة
- ظلموك يا غالي.
- ما فيش مجاملة.
- اتخدعت.
- أنا مش حزين.
- أعذروني.

## إعتزاله
كان حلمي منذ بدايته يغني في الملاهي الليلة بشارع الهرم من أجل الحصول على المال لإنشاء الأغاني المكلفة فنياً حتى يظهر العمل الفني على أكمل وجه، وفي سنة 2007 تعرض إلى أزمة مالية نتيجة خسارة أمواله بالبورصة، ذهب إلى الحج ليبدء حياة جديدة، الذي تغير رأيه عن الغناء والتمثيل، واعتزل الفن بعد أدائه فريضة الحج، وانتقل للإقامة في دولة الإمارات بعد أن أسس مشروع خاص به، واستمر بها حتى قرر التراجع عن قرار الاعتزال.

## العودة عن الاعتزال
أعلن عودته إلى الفن سنة 2016 أثناء ظهوره مع عمرو الليثي في البرنامج التلفزيوني (بوضوح)، مؤكداً ندمه الشديد على اتخاذ قرار التوقف عن الغناء، كل تلك المدة. طرح بعدها مجموعة من الأغاني، منها أغنية (اتخدعت) و(أنا مش حزين) و(أعذروني).

## انتقادات
أثرت تصريحات حلمي عن رفضه دخول بناته عالم الفن بأن السبب يرجع إلى (تغيّر أخلاقياته)، تعرّض بعدها عبد الباقي إلى انتقادات من البعض، اتهام بإهانة العاملات في الوسط الفني، وقلّل من قيمتهن.
إلا أن نفى حلمي ذلك تماماً خلال تصريحات أخرى وذكر فيها أنها لا يقصد أن يقلل من قيمة الفنانات أو العاملات بالوسط الفني عمومًا، وأن الأمر كله أنه أبدي رغبته في ألا يشعرن بالمتاعب والصعوبات التي مرة بها حسب تصرحياته.

## أطلع أيضاً
- هاني شاكر.
- حلمي بكر.
- مصطفى كامل.